# Tippecanoe megye
Tippecanoe megye az Amerikai Egyesült Államokban, azon belül Indiana államban található. Megyeszékhelye Lafayette, legnagyobb városa Lafayette. Lakosainak száma 186 251 fő (2020. április 1.). Tippecanoe megye White, Carroll, Clinton, Montgomery, Fountain, Warren és Benton megyékkel határos.

## Népesség
A megye népességének változása:
| Lakosok száma | 172 980 | 175 263 | 177 786 | 180 174 | 185 826 | 186 251 |
|               | 2010    | 2011    | 2012    | 2013    | 2015    | 2020    |